# Alex (bank)
Alex was een bank waar particulieren via internet zelfstandig konden beleggen.
Alex werd opgericht in 1999 door Rene Frijters en Peter Verhaar samen met Bank Labouchere. De bank maakte als eerste in Nederland zelfstandig beleggen via internet beschikbaar voor particuliere beleggers. Dit bracht een revolutie in de bankwereld teweeg omdat professionele gereedschappen zoals streaming koersen tegen een laag tarief beschikbaar werden gesteld aan niet-professionele beleggers. Hierdoor werden de traditionele grootbanken zoals ABN AMRO en ING Bank gedwongen om ook beleggen via internet mogelijk te maken en hun tarieven te verlagen. Veel actieve beleggers waren echter al overgestapt naar Alex of (voormalig) concurrent Binckbank.

## Overname
In maart 2003 is Alex overgenomen van Dexia door Rabobank Nederland. De Rabobank heeft Alex in 2007 verkocht aan Alex' grootste concurrent Binckbank. Binckbank betaalde € 390 miljoen in contanten en heeft daarvoor nieuwe aandelen uitgegeven. Door de combinatie ontstond de grootste online-effectenmakelaar voor particuliere beleggers in Nederland. Binck telde toen ruim 73.000 klanten en Alex bijna 130.000. Samen kregen ze een belegd vermogen van € 8,5 miljard en in Europa kwam Binckbank ermee in de top-5 te staan. Alex bleef tot eind 2018 als zelfstandige divisie, onder de eigen merknaam, opereren.

## Vermogensbeheer
Alex Vermogensbeheer bestond sinds januari 2008 en biedt individueel vermogensbeheer aan, gebaseerd op een technische analyse. Het vermogensbeheer kent vijf risicoprofielen: defensief, behoedzaam, offensief, speculatief en zeer speculatief. Alle profielen, uitgezonderd het defensieve profiel, kunnen voor maximaal 100% in aandelen beleggen. Voor het defensieve profiel geldt een maximale aandelenpositie van 50%. Defensief en behoedzaam richten zich alleen op grote Europese ondernemingen. Offensief betrekt in zijn beleid ook middelgrote bedrijven, terwijl de twee speculatieve varianten ook kleine ondernemingen in de portefeuille kunnen opnemen. Alex Vermogensbeheer adverteert met het actief beheren van het vermogen van haar klanten, waarbij er wordt uitgestapt uit aandelen wanneer ‘het even tegenzit’.
Alex Vermogensbeheer rekende voor alle profielen dezelfde kosten: 1% over het vermogen en een prestatievergoeding van 10%, waarbij de laatste een high watermark omvat. Wegens de rampzalige resultaten heeft de Vereniging van Effectenbezitters aangekondigd een onderzoek in te stellen naar Alex Vermogensbeheer. Beleggers verloren zelfs 9% in 2014 terwijl de markt als geheel steeg met ruim 17%.